# Filippo Baratti
Filippo Baratti (Trieste, 1849 – Parigi, 1936) è stato un pittore italiano.Noto principalmente per le sue scene orientaliste.
Si conosce poco della vita di Filippo Baratti prima del 1868, anno in cui espose un dipinto all'Esposizione di Belle Arte di Milano. Dal 1869 al 1872 tiene diverse mostre alla "Società Promatirice di Bella Arte" di Torino. Durante questo periodo si concentrò su opere a tema orientalista e divenne uno dei principali rappresentanti di questo stile in Italia. Il suo stile fu fortemente influenzato da Delacroix e Gérôme; le cui opere probabilmente aveva visto durante una delle prime visite a Parigi. Visse a Parigi tra il 1870 e il 1880, poi fu per 5 anni a Londra dove iniziò a concentrarsi maggiormente su paesaggi urbani. Tornò a Parigi e rimase lì fino alla fine del 1900, dopodiché, ancora una volta, si sa molto poco.

## Galleria d'immagini

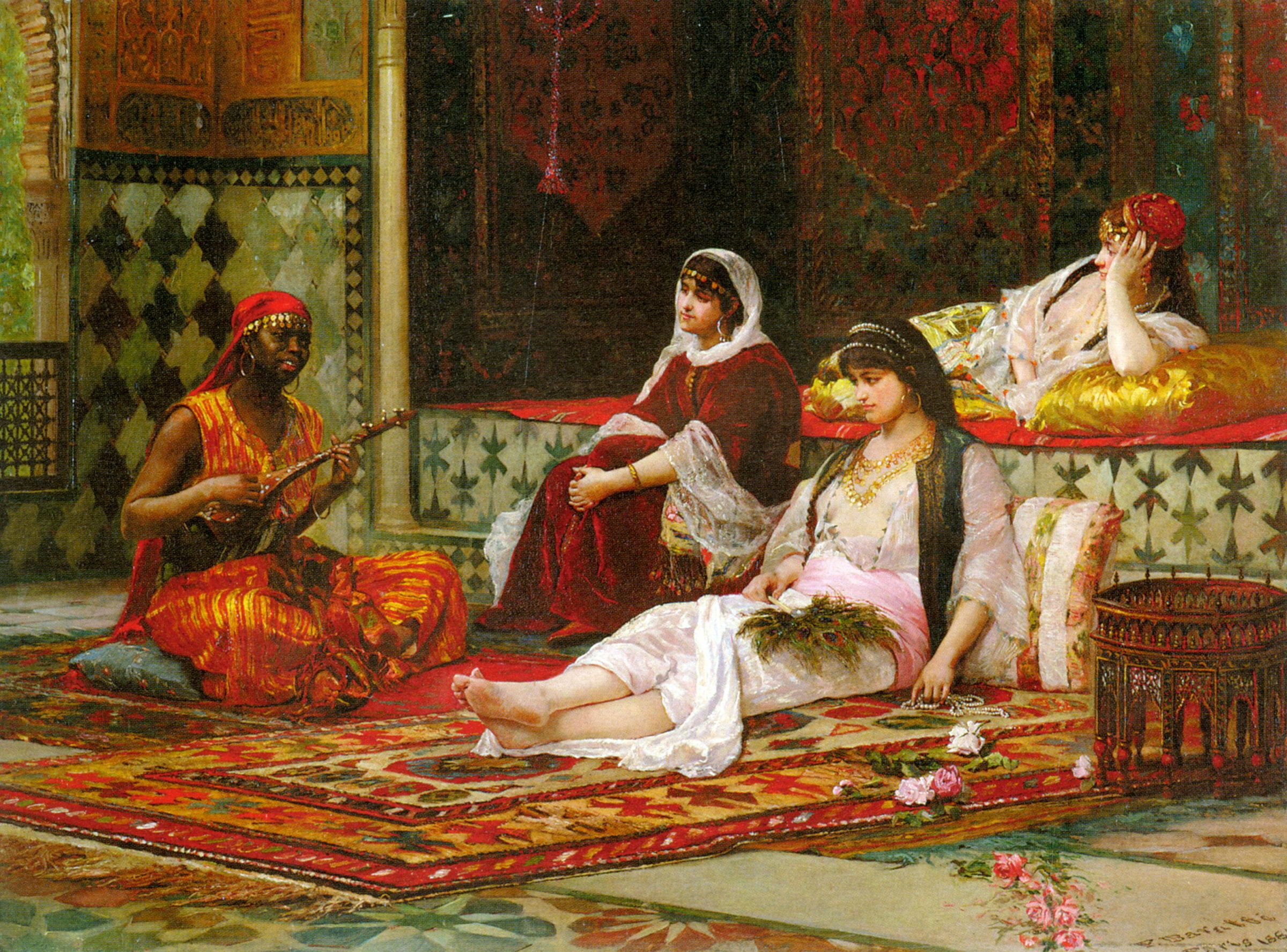
Intrattenere i preferiti dell'Harem
Isabel de Solís
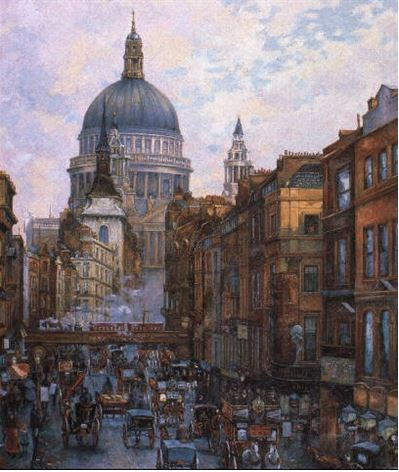
Cattedrale di San Paolo
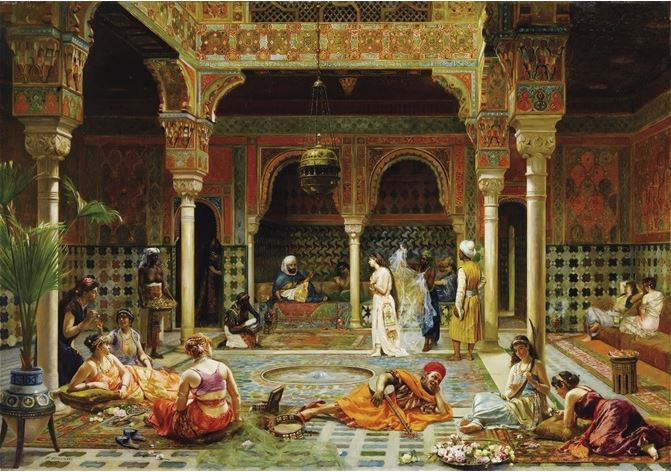
Il nuovo favorito
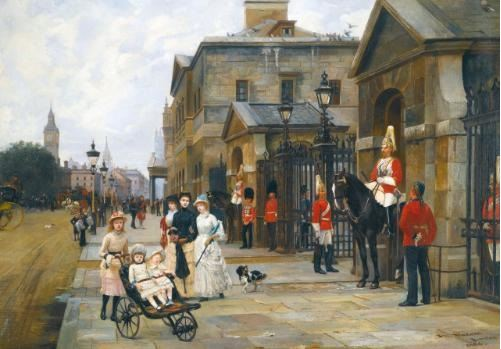
Guardie a cavallo